# Geschiedenis van de wijsbegeerte in Nederland (boekenserie)
Geschiedenis van de wijsbegeerte in Nederland is een twintigdelige boekenserie, tussen 1986 en 1993 verschenen bij uitgeverij Ambo. De serie stond onder redactie van Michael Petry en Jan Sperna Weiland, beiden hoogleraar aan de Erasmus Universiteit Rotterdam, en vanaf 1990 ook van de latere bijzonder hoogleraar aldaar Henri Krop.
Elk deel van de serie is gewijd aan een voor een bepaalde periode en stroming belangrijke Nederlandse wijsgeer, van wie een tekst of een bloemlezing uit zijn werk werd opgenomen. De delen zijn telkens verzorgd door een ter zake kundige, die het werk heeft ingeleid en van commentaar voorzien.

## Delen
| periode      | deel | wijsgeer                   | titel                                   | jaar | uitgave, inleiding en annotatie                                      |  |
| ------------ | ---- | -------------------------- | --------------------------------------- | ---- | -------------------------------------------------------------------- |  |
| Middeleeuwen | 1    | Siger van Brabant          | De dubbele waarheid                     | 1992 | Henri Krop                                                           |  |
| "            | 2    | Johannes Buridan           | De ethiek                               | 1988 | Henri Krop                                                           |  |
| "            | 3    | Marsilius van Inghen       | Kennis, wetenschap en theologie         | 1987 | Subtitel: Commentaar op de sententiën, proloog, questio II. E.P. Bos |  |
| "            | 4    | Heymeric van de Velde      | Eenheid in de tegendelen                | 1990 | M.J.F.M. Hoenen                                                      |  |
| "            | 5    | Rudolf Agricola            | Over dialectica en humanisme            | 1991 | F. Akkerman, J.A.R. Kemper en A.J. Vanderjagt                        |  |
| Renaissance  | 6    | Desiderius Erasmus         | Over opvoeding en vrije wil             | 1992 | J. Sperna Weiland                                                    |  |
| "            | 7    | Dirck Volkertsz. Coornhert | Op zoek naar het hoogst goed            | 1987 | H. Bonger                                                            |  |
| "            | 8    | Hugo de Groot              | Denken over oorlog en vrede             | 1991 | A.C. Eyffinger, B.P. Vermeulen en J.C.M. Vermeulen                   |  |
| "            | 9    | Gerardus Vossius           | Geschiedenis als wetenschap             | 1990 | Cor Rademaker                                                        |  |
| "            | 10   | Arnout Geulincx            | Van de hoofddeugden                     | 1986 | Subtitel: De eerste tuchtverhandeling. Cornelis Verhoeven            |  |
| Verlichting  | 11   | Petrus van Balen           | De verbetering der gedachten            | 1988 | M.J. van den Hoven                                                   |  |
| "            | 12   | Bernard Nieuwentijt        | Een zekere, zakelijke wijsbegeerte      | 1988 | R.H. Vermij                                                          |  |
| "            | 13   | Willem Jacob 's Gravesande | Welzijn, wijsbegeerte en wetenschap     | 1988 | C. de Pater                                                          |  |
| "            | 14   | Frans Hemsterhuis          | Waarneming en werkelijkheid             | 1990 | M.J. Petry; vertaald door J.L. Borst en G.J.L. Scheurwater           |  |
| "            | 15   | Paulus van Hemert          | Gezag en grenzen van de menselijke rede | 1987 | J. Plat en M.R. Wielema                                              |  |
| Moderne tijd | 16   | Philip Willem van Heusde   | Wijsbegeerte van het gezond verstand    | 1989 | J.M.M. de Valk                                                       |  |
| "            | 17   | Cornelis Opzoomer          | Het wezen der kennis                    | 1990 | Wim van Dooren                                                       |  |
| "            | 18   | Jacobus Moleschott         | De eenheid des levens                   | 1989 | V.B.J.M. Peeters                                                     |  |
| "            | 19   | Gerardus Heymans           | Over metafysica en esthetica            | 1987 | H.G. Hubbeling                                                       |  |
| "            | 20   | Herman Dooyeweerd          | Grenzen van het theoretisch denken      | 1986 | Marcel E. Verburg                                                    |  |
| —            | 21   | —                          | Register                                | 1993 | Met ook: Henri Krop, 'De wijsbegeerte en het Nederlands'             |  |